# Claremont (Virgínia)
Claremont é uma cidade  localizada no estado norte-americano de Virginia, no Condado de Surry.

## Demografia
Segundo o censo norte-americano de 2000, a sua população era de 343 habitantes.
Em 2006, foi estimada uma população de 339, um decréscimo de 4 (-1.2%).

## Geografia
De acordo com o United States Census Bureau tem uma área de
6,6 km², dos quais 6,6 km² cobertos por terra e 0,0 km² cobertos por água. Claremont localiza-se a aproximadamente 32 m acima do nível do mar.

## Localidades na vizinhança
O diagrama seguinte representa as localidades num raio de 32 km ao redor de Claremont.